# Liran Liany
Liran Liany ou Liran Liani, est un arbitre international israélien de football né le 24 mai 1977 en Israël.

## Biographie
Le 14 juillet 2011, Liran Liany arbitre sa première rencontre au niveau européen lors d'un match de ligue Europa opposant le Kecskeméti TE au FK Aktobe.
Le 2 septembre 2011, il dirige sa première rencontre internationale lors d'un match comptant pour les éliminatoires à l'Euro 2012 entre les Pays-Bas et Saint-Marin.
Le 11 octobre 2011, il officie lors d'une rencontre entre la Serbie espoirs et le Danemark espoirs.
Le 12 octobre 2012, il arbitre la rencontre entre l'Estonie et la Hongrie comptant pour la phase qualificative de la coupe du monde 2014 au Brésil.
Il est arbitre de Catégorie 2 d'après l'UEFA.